# Vertici franco-tedeschi

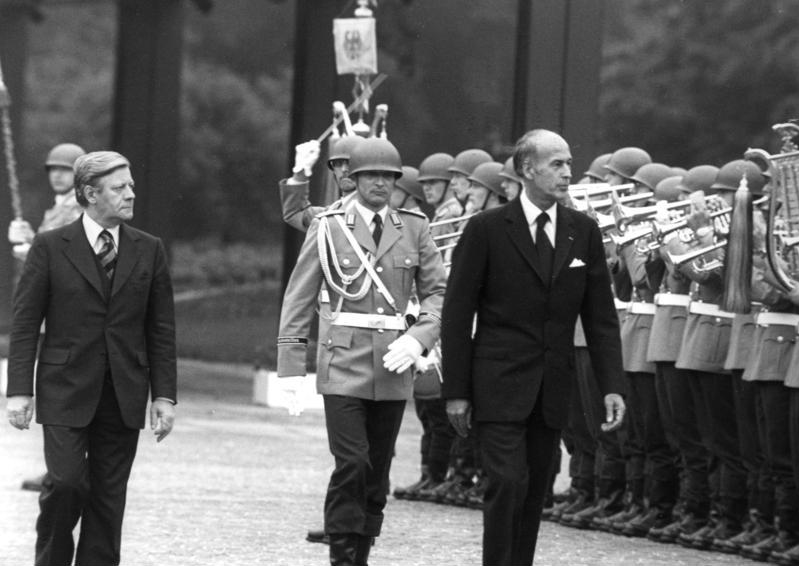
Helmut Schmidt, cancelliere tedesco (a sinistra) e Valéry Giscard d'Estaing, presidente francese (a destra), attraversano la guardia d'onore per arrivare alla Cancelleria federale a Bonn, durante il 30° vertice franco-tedesco, il 16 giugno 1977.

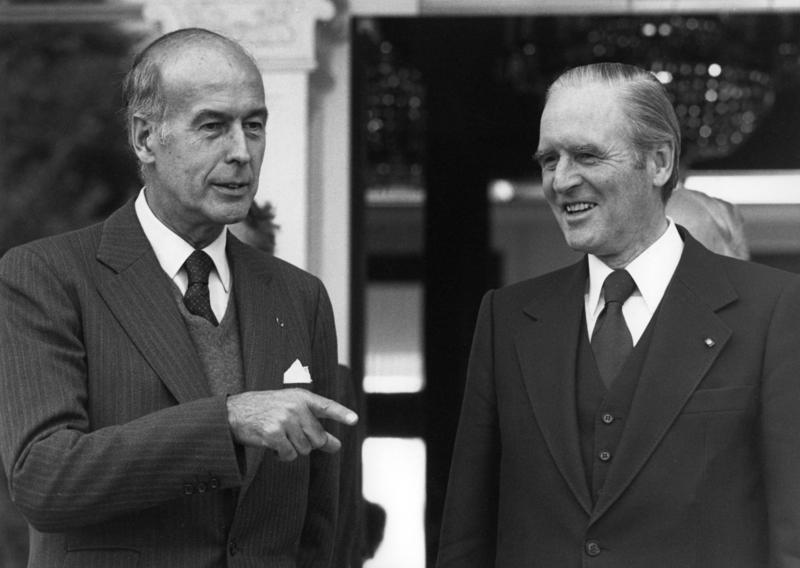
Valéry Giscard d'Estaing, presidente francese (a sinistra) discute con Karl Carstens, presidente federale tedesco (a destra) a villa Hammerschmidt durante il 34° vertice, il 1° ottobre 1979.

I vertici franco-tedeschi (in francese sommets franco-allemands, in tedesco Deutsch-französischen Gipfeltreffen o consultazioni franco-tedesche (in francese consultations franco-allemandes, in tedesco Deutsch-französische Konsultationen) sono stati incontri istituzionali che hanno coinvolto il presidente francese e il cancelliere tedesco dal 1963 al 2003.
I vertici presero vita nel 1963 con la stipula del Trattato dell'Eliseo e nel 2003, in occasione del 40° anniversario dalla firma del trattato, vennero sostituiti dal Consiglio dei ministri franco-tedesco.
Gli 80 vertici che si sono svolti in 40 anni sono un elemento importante delle relazioni franco-tedesche.

## Quadro
Il quadro istituzionale dei vertici franco-tedeschi, stabilito dall'articolo 1 del Trattato dell'Eliseo, è abbastanza flessibile e così definito:

## Descrizione
Il Presidente della Repubblica francese e il Cancelliere federale tedesco si incontravano faccia a faccia, accompagnati solo dai loro interpreti, che erano poi incaricati di redigere il verbale delle discussioni.

## Elenco
| N° | Luogo                 | Paese            | Data                           | Presidente francese      | Cancelliere tedesco                        | Note                                       |
| -- | --------------------- | ---------------- | ------------------------------ | ------------------------ | ------------------------------------------ | ------------------------------------------ |
| 1  | Bonn                  | Germania         | 4 – 5 luglio 1963              | Charles de Gaulle        | Konrad Adenauer                            |                                            |
| 2  | Parigi                | Francia          | 21 – 22 novembre 1963          | Ludwig Erhard            |                                            |                                            |
| 3  | Parigi                | Francia          | 14 – 15 febbraio 1964          | Ludwig Erhard            |                                            |                                            |
| 4  | Bonn                  | Germania         | 3 – 4 luglio 1964              | Ludwig Erhard            |                                            |                                            |
| 5  | Rambouillet           | Francia          | 19 – 20 gennaio 1965           | Ludwig Erhard            |                                            |                                            |
| 6  | Bonn                  | Germania         | 11 – 12 giugno 1965            | Ludwig Erhard            |                                            |                                            |
| 7  | Parigi                | Francia          | 7 – 8 febbraio 1966            | Ludwig Erhard            |                                            |                                            |
| 8  | Bonn                  | Germania         | 21 luglio 1966                 | Ludwig Erhard            |                                            |                                            |
| 9  | Parigi                | Francia          | 13 – 14 gennaio 1967           | Kurt Georg Kiesinger     |                                            |                                            |
| 10 | Bonn                  | Germania         | 12 – 13 luglio 1967            | Kurt Georg Kiesinger     |                                            |                                            |
| 11 | Parigi                | Francia          | 15 – 16 febbraio 1968          | Kurt Georg Kiesinger     |                                            |                                            |
| 12 | Bonn                  | Germania         | 27 – 28 settembre 1968         | Kurt Georg Kiesinger     |                                            |                                            |
| 13 | Parigi                | Francia          | 13 – 14 marzo 1969             | Kurt Georg Kiesinger     |                                            |                                            |
| 14 | Bonn                  | Germania         | 8 – 9 settembre 1969           | Kurt Georg Kiesinger     | Georges Pompidou                           |                                            |
| 15 | Parigi                | Francia          | 30 – 31 gennaio 1970           | Willy Brandt             | Georges Pompidou                           |                                            |
| 16 | Bonn                  | Germania         | 3 – 4 luglio 1970              | Willy Brandt             | Georges Pompidou                           |                                            |
| 17 | Parigi                | Francia          | 25 – 26 gennaio 1971           | Willy Brandt             | Georges Pompidou                           |                                            |
| 18 | Bonn                  | Germania         | 5 – 6 luglio 1971              | Willy Brandt             | Georges Pompidou                           |                                            |
| 19 | Parigi                | Francia          | 10 – 11 febbraio 1972          | Willy Brandt             | Georges Pompidou                           |                                            |
| 20 | Bonn                  | Germania         | 3 – 4 luglio 1972              | Willy Brandt             | Georges Pompidou                           |                                            |
| 21 | Parigi                | Francia          | 21 – 22 gennaio 1973           | Willy Brandt             | Georges Pompidou                           | 10º anniversario del Trattato dell'Eliseo. |
| 22 | Bonn                  | Germania         | 21 – 22 giugno 1973            | Willy Brandt             | Georges Pompidou                           |                                            |
| 23 | Parigi                | Francia          | 26 – 27 novembre 1973          | Willy Brandt             | Georges Pompidou                           |                                            |
| 24 | Bonn                  | Germania         | 8 – 9 luglio 1974              | Valéry Giscard d'Estaing | Helmut Schmidt                             |                                            |
| 25 | Parigi                | Francia          | 3 – 4 febbraio 1975            | Valéry Giscard d'Estaing | Helmut Schmidt                             |                                            |
| 26 | Bonn                  | Germania         | 25 – 26 luglio 1975            | Valéry Giscard d'Estaing | Helmut Schmidt                             |                                            |
| 27 | Nizza                 | Francia          | 12 – 13 febbraio 1976          | Valéry Giscard d'Estaing | Helmut Schmidt                             |                                            |
| 28 | Amburgo               | Germania         | 5 – 6 luglio 1976              | Valéry Giscard d'Estaing | Helmut Schmidt                             |                                            |
| 29 | Parigi                | Francia          | 3 – 4 febbraio 1977            | Valéry Giscard d'Estaing | Helmut Schmidt                             |                                            |
| 30 | Bonn                  | Germania         | 16 – 17 giugno 1977            | Valéry Giscard d'Estaing | Helmut Schmidt                             |                                            |
| 31 | Parigi                | Francia          | 6 – 7 febbraio 1978            | Valéry Giscard d'Estaing | Helmut Schmidt                             |                                            |
| 32 | Aix-la-Chapelle       | Francia          | 14 – 15 settembre 1978         | Valéry Giscard d'Estaing | Helmut Schmidt                             |                                            |
| 33 | Parigi                | Francia          | 22 – 23 febbraio 1979          | Valéry Giscard d'Estaing | Helmut Schmidt                             |                                            |
| 34 | Bonn                  | Germania         | 1° – 2 ottobre 1979            | Valéry Giscard d'Estaing | Helmut Schmidt                             |                                            |
| 35 | Parigi                | Francia          | 3 – 5 febbraio 1980            | Valéry Giscard d'Estaing | Helmut Schmidt                             |                                            |
| 36 | Bonn                  | Germania         | 10 – 11 luglio 1980            | Valéry Giscard d'Estaing | Helmut Schmidt                             |                                            |
| 37 | Parigi                | Francia          | 5 – 6 febbraio 1981            | Valéry Giscard d'Estaing | Helmut Schmidt                             |                                            |
| 38 | Bonn                  | Germania         | 12 – 13 luglio 1981            | François Mitterrand      | Helmut Schmidt                             |                                            |
| 39 | Parigi                | Francia          | 24 – 25 febbraio 1982          | François Mitterrand      | Helmut Schmidt                             |                                            |
| 40 | Bonn                  | Germania         | 21 – 22 ottobre 1982           | François Mitterrand      | Helmut Kohl                                |                                            |
| 41 | Parigi                | Francia          | 16 – 17 maggio 1983            | François Mitterrand      |                                            |                                            |
| 42 | Bonn                  | Germania         | 24 – 25 novembre 1983          | François Mitterrand      |                                            |                                            |
| 43 | Rambouillet           | Francia          | 28 – 29 maggio 1984            | François Mitterrand      |                                            |                                            |
| 44 | Bad Kreuznach         | Germania         | 29 – 30 ottobre 1984           | François Mitterrand      |                                            |                                            |
| 45 | Parigi                | Francia          | 28 febbraio 1985               | François Mitterrand      |                                            |                                            |
| 46 | Bonn                  | Germania         | 7 – 8 novembre 1985            | François Mitterrand      |                                            |                                            |
| 47 | Parigi                | Francia          | 27 – 28 febbraio 1986          | François Mitterrand      |                                            |                                            |
| 48 | Francoforte sul Meno  | Germania         | 27 – 28 ottobre 1986           | François Mitterrand      |                                            |                                            |
| 49 | Parigi                | Francia          | 21 – 22 maggio 1987            | François Mitterrand      |                                            |                                            |
| 50 | Karlsruhe             | Germania         | 12 – 13 novembre 1987          | François Mitterrand      |                                            |                                            |
| 51 | Parigi                | Francia          | 22 gennaio 1988                | François Mitterrand      | 25º anniversario del Trattato dell'Eliseo. |                                            |
| 52 | Bonn                  | Germania         | 3 – 4 novembre 1988            | François Mitterrand      |                                            |                                            |
| 53 | Parigi                | Francia          | 19 – 20 aprile 1989            | François Mitterrand      |                                            |                                            |
| 54 | Bonn                  | Germania         | 2 – 3 novembre 1989            | François Mitterrand      |                                            |                                            |
| 55 | Parigi                | Francia          | 25 – 26 aprile 1990            | François Mitterrand      |                                            |                                            |
| 56 | Monaco                | Germania         | 17 – 18 settembre 1990         | François Mitterrand      |                                            |                                            |
| 57 | Lilla                 | Francia          | 29 – 30 maggio 1991            | François Mitterrand      |                                            |                                            |
| 58 | Bonn                  | Germania         | 14 – 15 novembre 1991          | François Mitterrand      |                                            |                                            |
| 59 | La Rochelle           | Francia          | 21 – 22 maggio 1992            | François Mitterrand      | Vertice di La Rochelle.                    |                                            |
| 60 | Bonn                  | Germania         | 3 – 4 dicembre 1992            | François Mitterrand      |                                            |                                            |
| 61 | Beaune                | Francia          | 1° – 2 giugno 1993             | François Mitterrand      |                                            |                                            |
| 62 | Bonn                  | Germania         | 30 – 1º dicembre 1993          | François Mitterrand      |                                            |                                            |
| 63 | Mulhouse              | Francia          | 30 – 31 maggio 1994            | François Mitterrand      |                                            |                                            |
| 64 | Bonn                  | Germania         | 29 – 30 novembre 1994          | François Mitterrand      |                                            |                                            |
| 65 | Strasburgo            | Francia          | 11 luglio 1995                 | Jacques Chirac           |                                            |                                            |
| 66 | Baden-Baden           | Germania         | 7 dicembre 1995                | Jacques Chirac           |                                            |                                            |
| 67 | Digione-Parigi        | Francia          | 5 – 6 giugno 1996              | Jacques Chirac           |                                            |                                            |
| 68 | Norimberga            | Germania         | 9 dicembre 1996                | Jacques Chirac           |                                            |                                            |
| 69 | Poitiers              | Francia          | 13 giugno 1997                 | Jacques Chirac           |                                            |                                            |
| 70 | Weimar                | Germania         | 18 – 19 settembre 1997         | Jacques Chirac           |                                            |                                            |
| 71 | Avignone              | Francia          | 6 – 7 maggio 1998              | Jacques Chirac           |                                            |                                            |
| 72 | Potsdam               | Germania         | 30 novembre – 1º dicembre 1998 | Jacques Chirac           | Gerhard Schröder                           |                                            |
| 73 | Tolosa                | Francia          | 28 – 29 maggio 1999            | Jacques Chirac           | Gerhard Schröder                           |                                            |
| 74 | Parigi                | Francia          | 30 novembre 1999               | Jacques Chirac           | Gerhard Schröder                           |                                            |
| 75 | Magonza               | Germania         | 9 giugno 2000                  | Jacques Chirac           | Gerhard Schröder                           |                                            |
| 76 | Vittel                | Francia          | 10 novembre 2000               | Jacques Chirac           | Gerhard Schröder                           |                                            |
| 77 | Friburgo in Brisgovia | Germania         | 12 giugno 2001                 | Jacques Chirac           | Gerhard Schröder                           |                                            |
| 78 | Nantes                | Francia          | 22 – 23 novembre 2001          | Jacques Chirac           | Gerhard Schröder                           |                                            |
| 79 | Schwerin              | Germania         | 30 luglio 2002                 | Jacques Chirac           | Gerhard Schröder                           |                                            |
| 80 | Parigi Berlino        | Francia Germania | 22 – 23 gennaio 2003           | Jacques Chirac           | Gerhard Schröder                           | 40º anniversario del Trattato dell'Eliseo. |